# 117506 Wildberg
117506 Wildberg este un asteroid din centura principală de asteroizi.

## Descriere
117506 Wildberg este un asteroid din centura principală de asteroizi. A fost descoperit pe 5 februarie 2005 la Wildberg de Rolf Apitzsch. Asteroidul prezintă o orbită caracterizată de o semiaxă mare de 2,18 ua, o excentricitate de 0,13 și o înclinație de 4,5° în raport cu ecliptica.